# Hamburg Media School

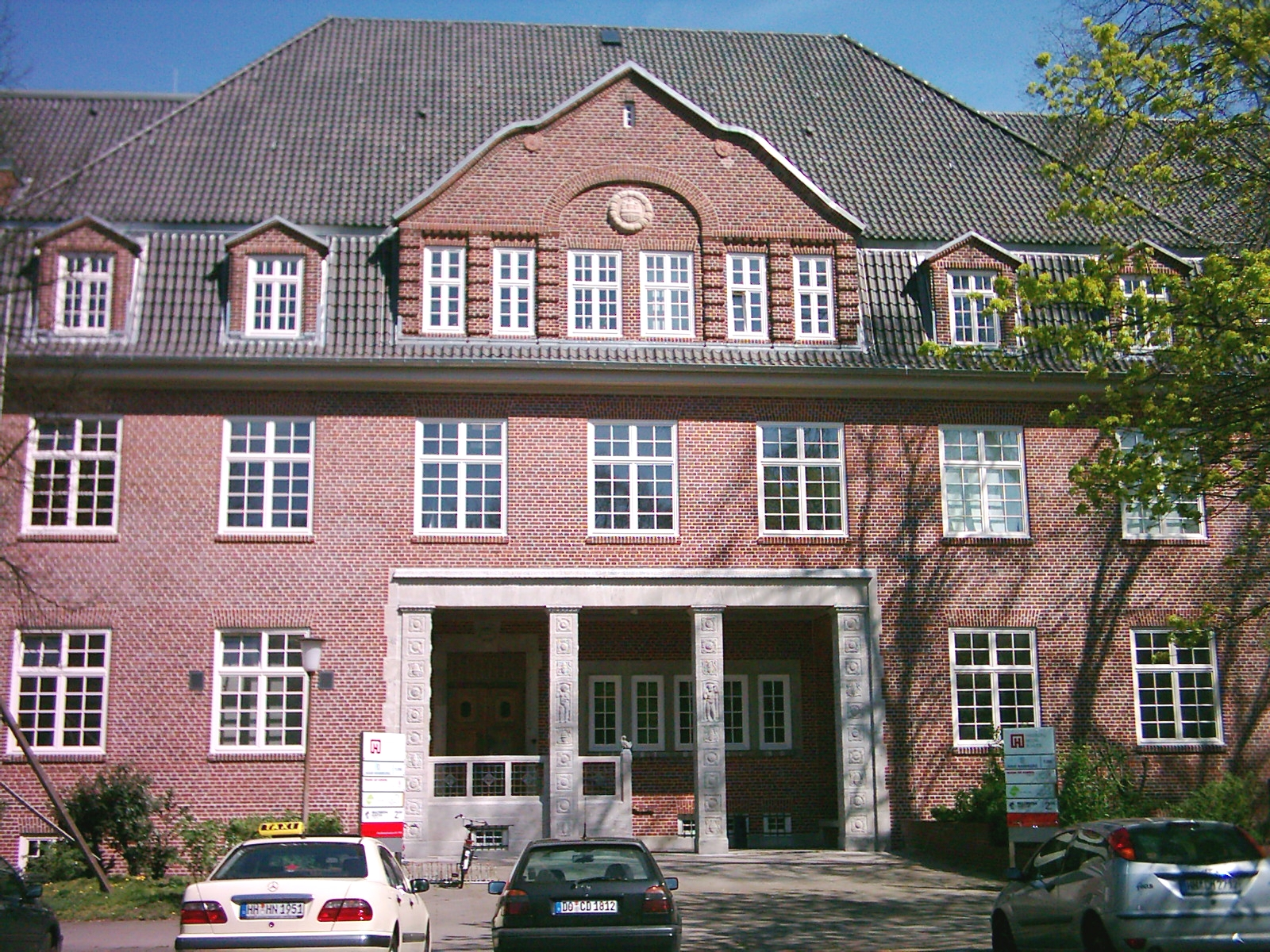
Hamburg Media School

Die 2003 gegründete Hamburg Media School (HMS) ist eine halbstaatliche Bildungseinrichtung an der Finkenau in Hamburg-Uhlenhorst. Wie angelsächsische Graduate Schools bietet sie weiterführende Studiengänge für Absolventen oder für Berufstätige an sowie einen Bachelor-Studiengang. Sie wird als öffentlich-private Partnerschaft finanziert. und kooperiert mit der Universität Hamburg, der Technischen Universität Hamburg, der Hochschule für bildende Künste Hamburg und der Leuphana Universität Lüneburg. Über diese Kooperation sind die Abschlüsse staatlich anerkannt und berechtigen zur Promotion.

## Allgemeines und Geschichte
Die Hamburg Media School hat ihren Sitz in den Gebäuden der ehemaligen Frauenklinik Finkenau. Sie wurde 2002 gegründet und startete mit dem Studienangebot MBA in Mediamanagement im Jahre 2003. 2004 wurde der Studiengang Film von der Universität Hamburg in die HMS integriert. 2005 kam der Studiengang Journalismus hinzu. Das heutige Angebot der HMS umfasst die vier Studiengänge Medienmanagement, Journalismus, Digital Media und Film sowie diverse Weiterbildungsangebote. Träger der Hamburg Media School GmbH ist eine Public-private-Partnership – bestehend aus der HMS-Stiftung, der Freien und Hansestadt Hamburg, der Universität Hamburg sowie der Hochschule für bildende Künste. Nach der Veröffentlichung des Berichts des Hamburgischen Rechnungshof von 2011 geriet die HMS kurzzeitig in die Kritik, da das Studium einer kleinen Zahl Studierender zum Teil aus öffentlichen Geldern finanziert würde. Seit Herbst 2013 gibt es das berufsbegleitende Studienangebot Digital Journalism (Executive Master of Arts in Journalism) für berufstätige Journalisten und Redakteure. Zu diesem Zeitpunkt startete auch der englischsprachige Bachelor-Studiengang Digital Media, den die HMS gemeinsam mit der Leuphana Universität Lüneburg anbietet. Seit Oktober 2019 wird der Film-Studiengang um das Studium des Werteorientierten Werbefilms ergänzt.

## Studiengänge

### Digital- und Medienmanagement
Beide Abschlüsse im Bereich Digital- und Medienmanagement sind über ACQUIN akkreditiert und berechtigen durch die Kooperation mit der Universität Hamburg zur Promotion. Sie sind kostenpflichtige Masterstudiengänge.

#### MBA in Digital- und Medienmanagement
Das zweijährige Curriculum des Masterstudiengangs MBA in Digital- und Medienmanagement setzt drei Schwerpunkte: „BWL & Management“, „Media Business & Production“ und „Context & Values“. So sollen betriebswirtschaftliche und medienrechtliche Inhalte mit der Konzeptionierung und Umsetzung von kreativen Gestaltungsprozessen verknüpft werden. Im zweiten Studienjahr kann sich über die sogenannten „Tracks“ weiter spezialisiert werden. Zur Auswahl stehen dabei die drei Vertiefungen: „Data & Business Analytics“, „Social Media & Online Marketing“ sowie „Start-up & Business Development“.

#### Executive MBA in Digital- und Medienmanagement
Der berufsbegleitende Studiengang Executive MBA in Digital- und Medienmanagement vermittelt mba-typisch ökonomische, strategische, juristische und technische Arbeitsschwerpunkte und verknüpft diese mit der Ausbildung von Management-, Sozial- und Führungskompetenzen. Das Curriculum ist auf eine Laufzeit von zwei Jahren angelegt.

### Filmstudium
Das Filmstudium wurde 1991 an der Universität Hamburg von Hark Bohm gegründet und 2004 in die Hamburg Media School integriert.
Bohm hatte das Angebot als Mischung aus künstlerischer Ausbildung (wie an der HfbK) mit technisch-fachlichem Wissen angelegt und wollte ausdrücklich internationalen Anspruch verfolgen. Renommierte Filmschaffende wie beispielsweise Michael Ballhaus und Karl Walter Lindenlaub konnten als Dozenten für die alle zwei Jahre beginnenden 24 Studierenden gewonnen werden.
Arbeiten der Studierenden wurden u. a. mit dem Student Academy Award der Academy of Motion Picture Arts and Sciences für den Abschlussfilm Die rote Jacke (Regie: Florian Baxmeyer) im Jahr 2003 sowie für den Film Der Ausreißer im Jahr 2005 ausgezeichnet. Seit September 2007 wurde das Filmstudium von Richard Reitinger und Hubertus Meyer-Burckhardt geleitet, von 2012 bis Oktober 2022 von Richard Reitinger alleine. Seither gewann das Filmstudium neben sehr vielen internationalen Preisen drei Mal in Folge den Max-Ophüls-Preis für kurze und mittellange Filme, drei Mal den Studio-Hamburg-Nachwuchspreis und im Mai 2011 mit Raju den dritten Studenten-Oscar und wurde damit auch für den Kurzfilm-Oscar 2012 nominiert. 2015 gewann der Film Sadakat den goldenen Studenten-Oscar. 2017 gewann Katja Benraths Abschlussfilm Watu Wote – All of us in der Kategorie Narrative (International Film Schools) und 2023 gewann Istina (Wahrheit) von Tamara Denić einen weiteren Studenten-Oscar. Damit ist das HMS-Filmstudium im Besitz von sechs Studenten-Oscars. Mit dem Filmstudium ist die HMS Mitglied im internationalen Filmhochschulverband CILECT. Das Filmstudium beinhaltet die Bereiche Regie, Kamera, Drehbuch und Produktion und ist das einzige akkreditierte Studium mit dem Abschluss Master of Arts in Film in der BRD.
Im Oktober 2022 wurde Kathrin Lemme zur Studiengangsleiterin berufen.

### Journalismus
Bis zum Jahr 2012 hatte die HMS einen Masterstudiengang Journalism im Angebot. Dieser Studiengang wurde durch den berufsbegleitenden Studiengang Digitaler Journalismus ersetzt. Der Studiengang ist modular aufgebaut. Er richtet sich an Redakteure und freie Journalisten, die mindestens ein Jahr Berufserfahrung haben sowie ein abgeschlossenes Erststudium vorweisen können. Der Studiengang wurde bis 2021 in Kooperation mit der Universität Hamburg und wird seit 2022 in Kooperation mit der Technischen Universität Hamburg angeboten. Der nicht-konsekutive Masterstudiengang berechtigt zur Promotion. Das Studium ist kostenpflichtig und für zwei Jahre konzipiert. Es endet mit einer Masterarbeit.

### Digital Media
Im englischsprachigen Bachelor Digital Media werden digitale Medien theoretisch fundiert, kritisch vermittelt und praktisch erprobt. Etwa die Hälfte der Veranstaltungen finden in den Räumen der Hamburg Media School statt, die andere Hälfte auf dem Campus der Leuphana Universität Lüneburg.

## Weiterbildung
Die Hamburg Media School bietet außerdem Seminare im Weiterbildungsbereich an. Schwerpunkt ist auch hier die Medienbranche, besonders Online-Marketing, Journalismus und Medienmanagement.

## Tide: Sender und Akademie
Die Hamburg Media School ist Träger des Bürger- und Ausbildungskanals Tide, eines lokalen, nicht-kommerziellen Fernseh- (TIDE TV) und Hörfunksenders (TIDE 96.0). Die TIDE AKADEMIE bietet zudem die Möglichkeit, praxisorientiertes Können und Wissen im Umgang mit audiovisuellen Medien kostengünstig zu erwerben.

## Bekannte Dozenten und Absolventen
- Benjamin Benedict, Filmproduzent
- Katja Benrath, Regisseurin
- Susanne Böhm, Moderatorin
- Richard Gutjahr, Journalist
- Peter Gerlach, Programmdirektor SAT.1 und Unterhaltungschef ZDF
- Jan Kruse, Produzent
- Karl Walter Lindenlaub, Kameramann
- Cornelia von Loga, Politikerin
- Hubertus Meyer-Burckhardt, Moderator
- Reza Sam Mosadegh, Regisseur und Drehbuchautor
- Christian Rauda, Rechtsanwalt
- Richard Reitinger, Drehbuchautor
- Claas Relotius, Journalist
- Janek Rieke, Schauspieler und Regisseur
- Niki Stein, Regisseur[12]
- Ruth Toma, Drehbuchautorin
- Andreas Wrede, Journalist
- Özgür Yıldırım, Filmregisseur
- Philipp Westermeyer, Gründer und Geschäftsführer des OMR Festivals
- Nils Willbrandt, Regisseur